# Хушет
Хушет (цез. Хушети)— село в Цумадинском районе Республики Дагестан.
Образует муниципальное образование «село Хушет», со статусом сельского поселения как единственный населённый пункт в его составе.

## География
Хушет расположен в высокогорье, в верховье реки Андийское Койсу, на границе с грузинской Тушетией. Расстояние до районного центра Агвали — 96 километров, из которых 37 км от Хушета до села Метрада — горные тропы, недоступные для автотранспорта. Eздят только на ишаках и лошадях.

## История
В 1944 году жители села были переселены в село Агишбатой Веденского района. После возвращения из Чечни в 1957 году, большая часть жителей была поселена в посёлке Пригородное Махачкалы, впоследствии переименованный в Новый Хушет. Вновь официально восстановлено в 1989 году.

## Население
| 1869 | 1888  | 1895  | 1926  | 1939 | 1970 | 1989 |
| ---- | ----- | ----- | ----- | ---- | ---- | ---- |
| 471  | ↘314  | ↗408  | ↗507  | ↘444 | ↘309 | ↗421 |
| 2002 | 2003  | 2004  | 2007  | 2010 | 2012 | 2013 |
| ↗767 | ↘628  | ↗662  | ↗731  | ↗768 | ↗782 | ↘780 |
| 2014 | 2015  | 2016  | 2017  | 2018 | 2019 | 2020 |
| ↗790 | ↗798  | ↗824  | ↗846  | ↗879 | ↗905 | ↗920 |
| 2021 | 2023  | 2024  | 2025  |      |      |      |
| ↗969 | ↗1014 | ↗1039 | ↗1058 |      |      |      |